# Marina di Grosseto
Marina di Grosseto ist eine Fraktion der Provinzhauptstadt Grosseto im Süden der Toskana.

## Geografie
Der Ort liegt 12 km westlich der Stadt in einer weiten Bucht am Tyrrhenischen Meer und ist ein beliebter Badeort bei den Grossetanern und auswärtigen Gästen. Der Ort liegt bei 1 m s.l.m. und hatte 2001 2052 Einwohner. 2011 waren es 2115 Einwohner.

## Geschichte
Obwohl die Südtoskana etruskisches Stammland war, ist die Geschichte des Ortes erst zwei Jahrhunderte alt.
Die heutige Bucht von Grosseto zwischen Castiglione della Pescaia und der Ombrone-Mündung im Parco Naturale della Maremma war in der Antike ein großer Salzsee (Lacus Prelius), der im Mittelalter verlandete und versumpfte. Das gesundheitsschädliche Klima, in dem die Malaria grassierte, verhinderte bis ins späte 18. / 19. Jahrhundert die Ansiedlung von Menschen.
1793, als das noch weitgehend unbewohnte Gebiet politisch zum Großherzogtum Toskana gehörte, ließ der Habsburger Ferdinand III. einen Befestigungsturm erbauen. Damals gab es schon den kleinen Weiler San Rocco. Er ist nach dem Heiligen Rochus benannt, weil in Marseille um 1720 die Pest aufgetreten war und sich dieser kleine Küstenposten zur Überwachung einlaufender Schiffe als Schutzbündnis gegen die Einschleppung der Krankheit verstand. Nachdem Ferdinands Nachfolger Leopold II. die partielle Trockenlegung der Sümpfe im Rahmen eines großflächig angelegten Programms (la bonifica) gelungen war, besiedelten sukzessive Fischer den breiten sandigen Küstenstreifen, der nunmehr von dem im Auftrag des Großherzogs angepflanzten Pinienwald-Streifen sowie im Hinterland von Hügelketten mit wildem Rosmarin, Ginsterbüschen und anderer Macchia-Vegetation gesäumt wird.

## Tourismus

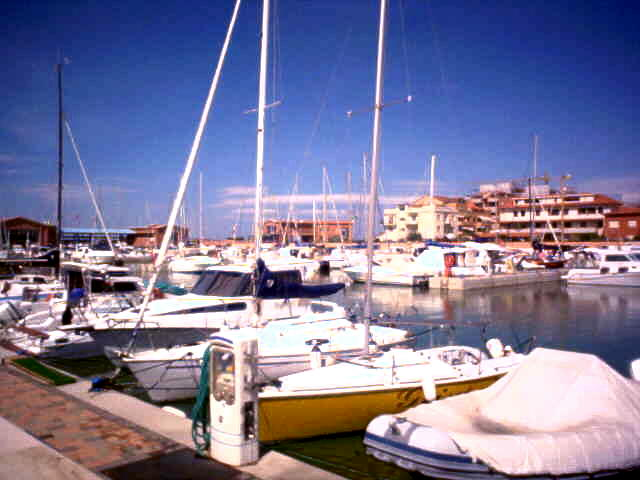
Yachthafen

Die Umwandlung in einen Touristenort mit Hotel- und Appartementanlagen, Ferienwohnungen, Campingplätzen, Bars und Restaurants erfolgte in der zweiten Hälfte des 20. Jahrhunderts. Nach dem überstandenen Zweiten Weltkrieg, als die Malaria endgültig ausgerottet war, suchten die Stadtjugend von Grosseto sowie Familien mit Kindern das zuvor nicht unbeschwert mögliche Badevergnügen. Die Bebauung entwickelte sich schnell zu urban wirkenden Ausmaßen. Allmählich lockte Marina di Grosseto auch überregionale Sommergäste an und wurde an den Wochenenden von Kurzzeiturlaubern insbesondere aus Siena, Arezzo, Florenz und Rom frequentiert. 
Gegen Ende des 20. Jahrhunderts wurde die rasant gewachsene Infrastruktur zunehmend von Umweltschützern kritisiert. Die touristischen Bedürfnisse haben sich gewandelt, viele der großen Appartementkomplexe stehen heute leer, alternative Agrotourismus-Angebote in den Hügeln des Hinterlandes sind im Kommen. Die Auflagen für den Campingbetrieb sind strenger geworden, beispielsweise ist wildes Campen im Pinienwald nicht mehr erlaubt. Die Tourismus-Branche bemüht sich um deutsch- und englischsprachige Urlauber und wirbt mit der günstigen Lage des Ortes im Umkreis der etruskischen Ausgrabungsstätten, der geschichtlich und kunsthistorisch herausragenden toskanischen Stadtstaaten (Pisa, Siena, Florenz) sowie der maremmanischen Naturreservate. Auf Grund der Straßenführung und Verkehrsdichte ist zu diesen Attraktionen dennoch ein zeitintensiverer Anfahrtsweg einzurechnen als deren schiere geografische Nähe es vermuten ließe.
Die Bucht von Grosseto wurde von der Foundation for Environmental Education in Europe (FEEE) wegen exzellenter Wasserqualität mit der „Blauen Flagge“ ausgezeichnet.
Außerhalb der Badesaison sind fast alle Einrichtungen geschlossen. Begriffe wie Geisterstadt / verlassene Stadt sind in Erfahrungsberichten für Marina di Grosseto im Winter gefallen.